# Barbara Kingsolver
Barbara Kingsolver (ur. 8 kwietnia 1955) – amerykańska pisarka, eseistka i poetka.

## Życiorys
Barbara Kingsolver urodziła się w 1955 r. Dorastała na wsi w stanie Kentucky. Uzyskała stopień naukowy z biologii na DePauw University i Uniwersytecie Arizony, a od 1985 r. pracuje jako pisarka. W różnych okresach swojego życia mieszkała w Europie: w Anglii, Francji i na Wyspach Kanaryjskich, a także w Afryce, Azji, Ameryce Północnej i Południowej. Dwie dekady spędziła w Tucson (Arizona), zanim przeniosła się do południowo-zachodniej Wirginii, gdzie obecnie mieszka.
Pracowała jako redaktorka Best American Short Stories 2001. Jej książki zostały przetłumaczone na ponad dwadzieścia języków i włączone do podstawy programowej literatury w szkołach średnich i wyższych w USA. Przyczyniła się do wydania ponad pięćdziesięciu antologii literackich, a jej recenzje i artykuły ukazały się w większości głównych amerykańskich gazet i czasopism.
Kingsolver została uznana za jedną z najważniejszych pisarek XX wieku przez Writers Digest.
W 2000 r. otrzymała National Humanities Medal. Krytyczne uznanie dla jej książek obejmuje wiele nagród od American Booksellers Association i American Library Association.
Książka Biblia jadowitego drzewa była finalistką Nagrody Pulitzera i Orange Prize oraz zdobyła nagrodę narodową w Południowej Afryce, zanim otrzymała nagrodę Oprah Book Club. Książka Animal, Vegetable, Miracle: A Year of Food Life zdobyła nagrodę Indies Choice Book Award i nagrodę Jamesa Bearda. Kingsolver zdobyła dwa razy prestiżową brytyjską nagrodę Orange Prize for Fiction za Odyseję (2010) i Demon Copperhead; otrzymała również Dayton Literary Peace Prize w 2011 r.
Kingsolver w 1998 r. ustanowiła Bellwether Prize for Fiction, największą w Stanach Zjednoczonych nagrodę za niepublikowaną pierwszą powieść, która przyczyniła się do powstania karier ponad dwudziestu nowych autorów. Stała się ona nagrodą PEN/Bellwether Prize for Socially Engaged Fiction.
Ma dwie córki, Camille (ur. 1987) i Lily (ur. 1996). Jej mąż, Steven Hopp, wykłada badania środowiskowe. Od czerwca 2004 r. Barbara i jej rodzina mieszkają na farmie w południowej Appalachii, gdzie uprawiają rozległy ogród warzywny i hodują islandzkie owce.

## Twórczość[3]
- The Bean Trees (1988) – opowieść o kobiecie, która opuszcza Kentucky, by udać się na zachód kraju.
- Homeland (1989) – historie bohaterów związanych z miejscami, więzami miłości i rodzinnymi[10].
- Holding the Line: Women in the Great Arizona Mine Strike (1989) – opowieść o kobietach, których życie zmieniają różne wydarzenia[11].
- Animal Dreams (1990), Another America (1992) – historia kobiety powracającej do Arizony, by spotkać się z chorym ojcem.
- Pigs in Heaven (1993) – kontynuacja The Bean Trees rozgrywająca się trzy lata później.
- High Tide in Tucson (1995) – autorka powraca do swoich ulubionych tematów: rodzina, społeczeństwo, dobro wspólne i przyroda[12].
- Biblia jadowitego drzewa (The Poisonwood Bible, 1998) – historia żony i czterech córek ewangelickiego baptysty w Kongu.
- Lato marnotrawnych (Prodigal Summer, 2000) – trzy opowieści o miłości na tle życia na farmie w południowej Appalachii.
- Small Wonder (2002) – zbór esejów o ochronie środowiska, sprawiedliwości społecznej, macierzyństwie, inżynierii genetycznej.
- Last Stand: America’s Virgin Lands (2002), z fotografem Annie Griffiths Belt – książka o pasji do dzikiej przyrody[13].
- Animal, Vegetable, Miracle: A Year of Food Life (2007) – opowieść o rodzinie, która przeprowadziła się do wiejskiej posiadłości.
- Odyseja (The Lacuna, 2009) – kronika życia Harrisona Shepherda, człowieka uwięzionego między meksykańskimi i amerykańskimi korzeniami.
- Lot motyla (Flight Behaviour: A Novel, 2012) – ekologiczna opowieść o kobiecie odkrywającej nieznane zjawisko, które powoduje konflikty w małym miasteczku.
- Unsheltered (2018) – historia dwóch rodzin rozdzielonych wiekami, które w trudnych czasach łączy siła.
- Demon Copperhead (2022) - historia chłopca urodzonego przez nastoletnią matkę w amerykańskich Appalachach[14].